# 日本医療安全調査機構
一般社団法人日本医療安全調査機構（にほんいりょうあんぜんちょうさきこう, Japan Medical
Safety Research Organization）とは、医療法に基づき厚生労働大臣が「医療事故調査・支援センター」として指定された機関。
所在地は東京都港区浜松町2-8-14　浜松町TSビル。
「国家機関」である旧「航空・鉄道事故調査委員会」や「消費者安全調査委員会」と異なり、「公的組織」ではあるが「国家機関」ではない。

## 沿革
- 2010年4月：一般社団法人日本医療安全調査機構設立
- 2014年6月：医療法改正
- 2015年8月：平成27年8月17日付厚生労働省告示第348号により厚生労働省より医療事故調査・支援センター」として指定。

## 法規

### 設立法規
- 医療法

医療法第6条9～27項の規定され、病院、診療所又は助産所の管理者は、医療事故（当該病院等に勤務する医療従事者が提供した医療に起因し、又は起因すると疑われる死亡又は死産であつて、当該管理者が当該死亡又は死産を予期しなかつたものとして厚生労働省令で定めるもの）が発生した場合には、厚生労働省令で定めるところにより、遅滞なく、当該医療事故の日時、場所及び状況その他厚生労働省令で定める事項を第六条の十五第一項の医療事故調査・支援センターに報告しなければならない、と定められている。

### 関連法規
- 医師法（異状死の届け出）

第21条：医師は死体又は妊娠4カ月以上の死産児を検案して異状があると認めたときは24時間以内に所轄警察署に届け出なければならない。
- 刑法（守秘義務）

第134条：医師、薬剤師、医薬品販売業者、助産師、弁護士、弁護人、公証人又はこれらの職にあった者が、正当な理由がないのに、その業務上取り扱ったことについて知り得た人の秘密を漏らしたときは、6カ月以下の拘禁刑又は10万円以下の罰金に処する。
- 憲法（黙秘権）

日本国憲法第38条：何人も、自己に不利益な供述を強要されない。

## 調査

### 目的
医療の安全と再発防止のための原因調査を目的としており、責任追及を目的としたものではないとされている。

### 対象
調査対象は「当該病院等に勤務する医療従事者が提供した医療に起因し又は起因すると疑われる死亡又は死産であって、当該管理者が当該死亡又は死産を予期しなかつたもの」とされており、「医療事故」に該当するかの判断は「医療機関の管理者(病院長)」が行うと定められており、患者遺族から「医療事故」として通報する仕組みとはなっていない。
また「死亡又は死産」が調査対象であって、重篤であっても「後遺症」は調査対象とされていない。
|                              | 医療に起因し又は起因すると疑われる死亡又は死産 | その他の死亡または死産・後遺症 |
| ---------------------------- | ---------------------------------------------- | ------------------------------ |
| 管理者が予期し得なかったもの | 調査対象                                       |                                |
| 管理者が予期したもの         |                                                |                                |

### 方法
該当の「医療機関」での「院内医療事故調査」を基本として行われる。
1. 医療事故の報告

該当の「医療機関」の「管理者（院長）」から「日本医療安全調査機構」へ「医療事故」の報告がなされる。「患者遺族」からの報告・通報は出来ない。
1. 院内医療事故調査

まずは該当の「医療機関」で「院内医療事故調査」を行う。その際に当該「医療機関」からの要請で「医療事故調査等支援団体」へ「外部からの第三者」が調査に参加することで「支援」を依頼し「相談」や「助言」を受ける。
1. 院内医療事故調査結果の報告

該当の「医療機関」の「管理者（院長）」から「日本医療安全調査機構」と「患者遺族」へ「院内事故調査結果」について「報告」し「説明」する。
1. センター調査

院内医療事故調査結果の報告説明の後に、該当の「医療機関」の「管理者（院長）」または「患者遺族」からの調査依頼があれば、「医療事故調査・支援センター」としての「日本医療安全調査機構」が調査を行う。ただし「警察」や「検察」や「厚生労働省」等が行う「捜査」ではなく、先に該当の医療機関が作成した「院内医療事故調査結果報告」についての「医学的検証」を中心として行われる。依頼は有償であり依頼した者が数万円程度費用を負担する。最終結果となるまでに数年程度経過する場合もある。
1. 調査報告

「調査結果報告書」が作成され、該当の「医療機関」と「患者遺族」に交付される。「調査結果報告書」は今後の医療の安全確保と医療事故の再発防止を目的として、医療事故の責任追及のためではないとしているが、「医療訴訟」に使用することについて、刑事訴訟法や民事訴訟法上の規定を制限することはできないとされている。

## 構成

### 役員
- 理事会：理事長・副理事長・専務理事・常務理事・常任理事・理事
- 監事
- 顧問

### 社員
以下の学会が「社員」として加盟する。
- 日本医学会連合
- 日本内科学会
- 日本外科学会
- 日本病理学会
- 日本法医学会
- 日本医学放射線学会
- 日本小児科学会
- 日本皮膚科学会
- 日本精神神経学会
- 日本整形外科学会
- 日本産科婦人科学会
- 日本眼科学会
- 日本耳鼻咽喉科学会
- 日本泌尿器科学会
- 日本脳神経外科学会
- 日本麻酔科学会
- 日本臨床検査医学会
- 日本救急医学会
- 日本形成外科学会
- 日本リハビリテーション医学会
- 日本病院会
- 全国医学部長病院長会議
- 日本薬剤師会
- 日本看護協会
- 日本血液学会
- 日本内分泌学会
- 日本感染症学会
- 日本循環器学会
- 日本アレルギー学会
- 日本糖尿病学会
- 日本神経学会
- 日本老年医学会
- 日本呼吸器学会
- 日本腎臓学会
- 日本リウマチ学会
- 日本肝臓学会
- 日本胸部外科学会
- 日本心臓血管外科学会
- 日本呼吸器外科学会
- 日本口腔科学会
- 日本気管食道科学会
- 日本化学療法学会
- 日本輸血・細胞治療学会
- 日本生体医工学会
- 日本脈管学会
- 日本周産期・新生児医学会
- 日本人工臓器学会
- 日本核医学会
- 日本生殖医学会
- 日本心身医学会
- 日本癌治療学会
- 日本リンパ網内系学会
- 日本超音波医学会
- 日本小児神経学会
- 日本集中治療医学会
- 日本臨床薬理学会
- 日本脳卒中学会
- 日本高血圧学会
- 日本透析医学会
- 日本肥満学会
- 日本血栓止血学会
- 日本血管外科学会
- 日本プライマリ・ケア連合学会
- 日本手外科学会
- 日本理学療法士協会

他の協力・支援団体
- 日本医師会、
- 日本慢性期医療協会
- 日本歯科医師会
- 日本病院薬剤師会

## 医療事故調査等支援団体
医療事故調査について支援する「医療事故調査等支援団体」として以下がある。日本弁護士連合会や公安委員会等ではない。
- 職能団体
  - 日本医師会・各都道府県医師会
  - 日本歯科医師会・各都道府県歯科医師会
  - 日本薬剤師会・各都道府県薬剤師会
  - 日本看護協会・各都道府県看護協会
  - 日本助産師会・各都道府県助産師会
  - 日本病院薬剤師会
  - 日本診療放射線技師会
  - 日本臨床衛生検査技師会
  - 日本臨床工学技士会

- 病院団体
  - 日本病院会及びその会員が代表者である病院
  - 全日本病院協会及びその会員が代表者である病院
  - 日本医療法人協会
  - 日本精神科病院協会
  - 全国自治体病院協議会及びその会員が代表者である病院
  - 全国医学部長病院長会議及びその会員が代表者である大学の医学部又は病院
  - 日本医療機能評価機構

- 病院事業者
  - 国立病院機構
  - 労働者健康安全機構
  - 地域医療機能推進機構
  - 国立がん研究センター
  - 国立循環器病研究センター
  - 国立精神・神経医療研究センター
  - 国立国際医療研究センター
  - 国立成育医療研究センター
  - 国立長寿医療研究センター
  - 日本赤十字社
  - 恩賜財団済生会
  - 全国厚生農業協同組合連合会・厚生農業協同組合連合会
  - 北海道社会事業協会
  - 国家公務員共済組合連合会

- 学会
  - 日本医学会に属する医学関連学会　90学会

## 医療安全支援センター
各都道府県や市区並びに各保健所に設置されている。基本的に「相談」機関であり「調査」機関ではない。